# Flebectasia yugular
La flebectasia yugular (del griego phleps, "vena"; y ectasis, "dilatación") es la dilatación anormal y persistente de al menos una vena yugular, se clasifica dentro de los aneurismas venosos, siendo una entidad relativamente benigna y muchas veces de diagnóstico temprano debido a que su presencia se hace más notoria en la vida infantil cuando son puestos en evidencia como una masa blanda, indolora, ubicada en la región anterolateral del cuello presente durante el llanto.